# کرسیر-سور-وو وه

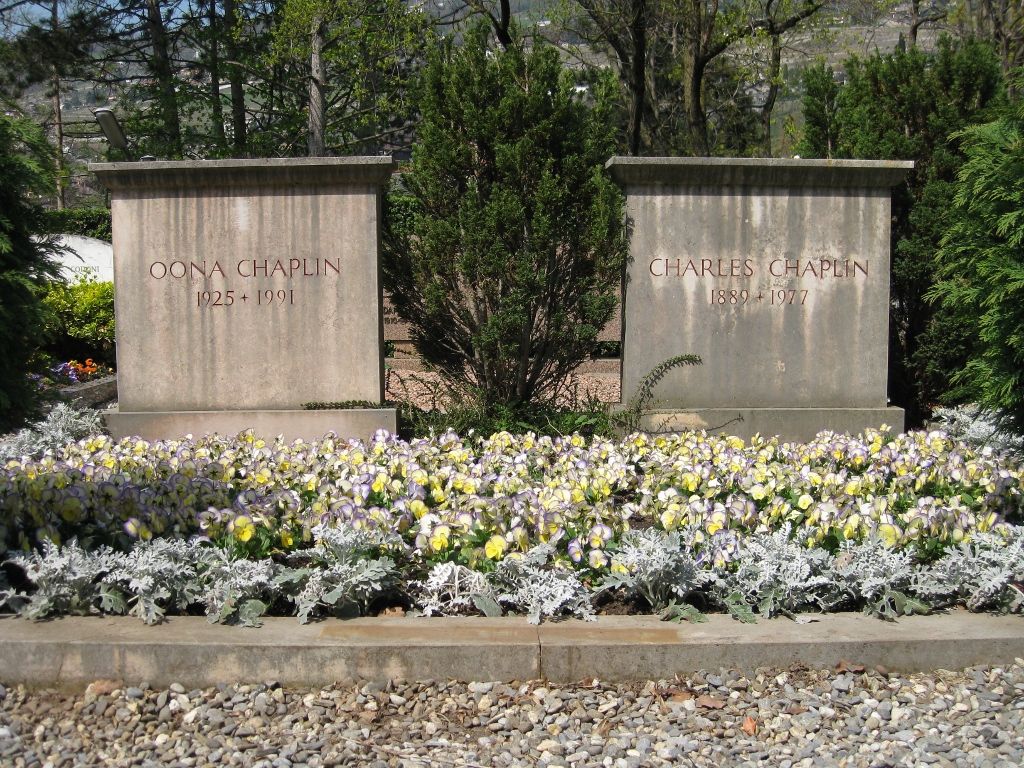
آرامگاه چارلی چاپلین و اونا اونیل در کرسیر-سور-وو وه

کرسیر-سور-وو وه (به انگلیسی: Corsier-sur-Vevey) یک بخش در "منطقه ریویرا-پاس-د'انهات" در کانتون‌ در کانتون وو در سوئیس می باشد.